# Старый Чад
Старый Чад — деревня в Бардымском районе Пермского края на реке Казьмакты. Входит в состав Бардымского сельского поселения. Находится примерно в 10 км к западу от центра села Барда.

## Население
По результатам переписи 2010 года численность населения составила 131 человек, в том числе 63 мужчины и 68 женщин.
В 2005 году численность населения составляла 195 человек.
В 1926 году в селе проживало 522 башкира и 14 тептярей.

## Улицы[4]
- Ленина ул.
- Мира ул.
- Титова ул.